# Serra del Feu
La Serra del Feu és una serra situada al municipi de l'Esquirol (Osona), amb una elevació màxima de 874 metres.